# Adam Fiedler
Adam Fiedler (* 19. Dezember 1965 in Ruda Śląska) ist ein ehemaliger deutsch-polnischer Basketballspieler. Der 1,97 Meter lange Flügelspieler spielte für Brandt Hagen in der Basketball-Bundesliga.

## Laufbahn
Fiedler spielte in Polen für Pogoń Ruda Śląska und Stal Bobrek Bytom. Er wurde polnischer Nationalspieler und nahm mit der Auswahl an den Europameisterschaften 1985 und 1987 teil.
Anfang der 1990er Jahre kam Fiedler nach Deutschland und spielte von 1991 bis 1999 für Brandt Hagen in der Bundesliga. Im Spieljahr 1993/94 gewann er mit Hagen unter Trainer Peter Krüsmann den DBB-Pokal und wurde deutscher Vizemeister. In der Bundesliga erzielte Fiedler im Laufe der Jahre insgesamt 2749 Punkte. In der Saison 1999/2000 verstärkte er noch die Schwelmer Baskets und stieg mit der Mannschaft in die zweite Liga auf.
Nach der Leistungssportkarriere blieb Fiedler dem Basketball als Trainer treu und betreute unter anderem von 2006 bis 2009 den BBV Hagen in der Regionalliga. Als Altherrenspieler wurde der beruflich bei den Orthopädischen Anstalten Volmarstein tätige Fiedler 2010 mit dem VFK Hagen deutscher Meister in der Altersklasse Ü35.